# Asesinato de Martín Gonzalo Acro
Martín Gonzalo Acro (Buenos Aires, 28 de octubre de 1977 - Buenos Aires, 9 de agosto de 2007), también conocido por su seudónimo Gonzalito, fue un joven simpatizante argentino de 29 años del River Plate que, según la justicia, resultó asesinado por un grupo de barras bravas instigados por los hermanos Alan y William Schlenker, pertenecientes al mismo club de fútbol.
Según la defensa de los hermanos Schlenker, fue asesinado tras una disputa entre dos facciones de la barra brava, la banda de Rousseau —a la que pertenecía Acro— y la "Banda de Palermo" —la cual acusó a Acro de agredir a un integrante—.
Su crimen desencadenó un repudio popular, elevando su caso como uno de los más representativos de la violencia en el fútbol argentino. Según una nota periodística, "fue la primera víctima de un homicidio por encargo en el marco de la violencia que jaquea al fútbol local".

## Biografía

### Infancia
Nació el 28 de octubre de 1977 en el Sanatorio Güemes, ubicado en la Ciudad de Buenos Aires. Se crio en el barrio de Saavedra, donde vivió hasta su fallecimiento. Hizo sus estudios primarios en la Escuela Nº 14 Fray Martín del Barco Centenera, de dicho barrio. Su pasión por River Plate nació desde niño, inculcado especialmente por su padre.

### Adolescencia
Ferviente admirador y fanático de River, fue de los mejores alumnos en un colegio privado de Belgrano y, además, un habilidoso jugador de fútbol. 
A los 10 años comenzó a jugar en las inferiores del Club Atlético Excursionistas, abandonando a los 13 años para dedicarse plenamente a sus estudios secundarios. Además, concurría a la cancha con su padre y amigos como cualquier joven de su edad. También era socio, y jugaba al fútbol con sus compañeros en el club.  
En sus tiempos libres, su hobby también era la música: admirador de Ramones, The Clash y Sex Pistols. A los 18 años comienza su carrera de Periodismo Deportivo en Deportea y a entrenar metódicamente en River Plate. Dio clases de boxeo, entre otros, en la Facultad de Derecho de la Universidad de Buenos Aires. Practicaba además kick boxing, vale-todo y muay thai.

### Asesinato
El martes 7 de agosto de 2007, alrededor de las 23 horas, Martín Gonzalo Acro finalizó su clase de boxeo en el gimnasio Urquiza, ubicado en la calle Rivera 5158 de Villa Urquiza. Salió caminando junto a otro miembro de la hinchada, Osvaldo Gastón Matera. Doblaron en la calle Bauness y, antes de cruzar Cullen, fueron sorprendidos por al menos cinco personas, según indicaron las fuentes judiciales. Los desconocidos, quienes habrían descendido de dos autos, sin mediar palabra empezaron a dispararles. 
Gonzalo Acro recibió un tiro en uno de los muslos. Con ese balazo lograron reducirlo, para después dispararle dos veces en la cabeza. Ingresó al hospital en coma y con pérdida de masa encefálica. Con muerte cerebral, tras 30 horas de agonía en el Hospital Pirovano de Buenos Aires, falleció a las 7:20hs del 9 de agosto de 2007. El diario deportivo Olé publicó en la tapa de su edición del 10 de agosto de 2007 la noticia del ataque, titulando textualmente: "Asesinos del Tablón. Nadie puede parar la violencia interna de la barra de River: un ataque mafioso provocó la muerte cerebral de Gonzalo Acro". Este ataque respondió a la feroz interna que en ese momento sacudía a Los Borrachos del Tablón, fruto de la disputa de poder entre Alan Schlenker y Adrián Rousseau, íntimos amigos en un primer momento y luego enemigos acérrimos. 
El crimen del hincha de River marcó un hito en la violencia en el fútbol de Argentina, convirtiéndose en el primer crimen por encargo en el fútbol de ese país. Su cobarde asesinato dejó, además, una profunda huella en la historia reciente de River Plate.

## El desarrollo del caso ante la justicia
El juicio oral por el crimen de Acro se inició luego de más de 3 años y medio de impunidad, el 15 de marzo de 2011. El Tribunal Oral Criminal número 15 (TOC 15), conformado por los jueces Héctor Grieben, Fabián Decaria y Javier Anzoategui, juzgó a los 7 procesados:
1. Alan Schlenker (imputado como autor intelectual),
2. William Schlenker (imputado como autor intelectual),
3. Martín Lococo (imputado como autor intelectual),
4. Sergio Piñeiro,
5. Pablo Girón,
6. Rubén Pintos y
7. Ariel Luna.

A todos se los imputa haber tomado parte de los preparativos y la agresión que mediante los disparos de arma de fuego sufriera Martín Gonzalo Acro, hecho que ocasionó posteriormente su muerte. 
Quienes estuvieron en el lugar se transportaron en dos vehículos: el primero marca Fiat Uno de cinco puertas, color azul oscuro, dominio UHT 427 y propiedad de Piñeiro -quien lo conducía–; y un utilitario de color blanco marca Renault, modelo Express, dominio CMY-669, y propiedad de Gabriela Verónica Romero, concubina de Luna.
Concretamente, se les adjudicó haber concertado un plan común con el objeto de dar muerte a Martín Gonzalo Acro, junto con sus consortes de causa (Alan "Rubio" Schlenker, William "Willy" Schlenker, Pablo Alejandro “Bebote” Álvarez, Rubén Eduardo “Oveja” Pintos, Pablo Alfredo “Cuca” Girón, Raúl Alejandro “Balá” Etcheverry, Martín Maximiliano “Pluto” Lococo, Andrés Alejandro “Raba” Torres, Eduardo Roberto “Monzón” Del Valle, Matías “Kevin” Kraft, Carlos Ariel “Urko” Berón, Roque Emanuel Antonio “Rocky” Raposo, Victor Antonio “Tody” Videla, Christian Rogelio “Gato” Spinelli, Sergio Alejandro “Pelado” Piñeiro y Osvaldo Gastón “Negro” Matera).
La actividad de Alberto "Colorado" Luna se habría circunscripto a disparar con la pistola calibre 6.35 mm, la cual portaba sin autorización legal, contra Gonzalo Acro y Matera, además de poner a disposición del grupo el referido utilitario para asegurar la inmediata fuga de los agresores del lugar del hecho. Él y cinco imputados integraron el grupo que se conformó para llevar adelante la emboscada que terminó con la vida de Acro, siendo el mismo Luna quien concretamente habría efectuado los disparos.
Todos están procesados por el delito de homicidio agravado por su comisión con el concurso premeditado de dos o más personas en perjuicio de Martín Gonzalo Acro y por el delito de tentativa de homicidio agravado por su comisión con el concurso premeditado de dos o más personas en perjuicio de Osvaldo Gastón Matera (artículos 42, 44, 45, 55 y 80 inciso 6° del Código Penal Argentino).
El Auto de Procesamiento con prisión preventiva dictado por el Juez de Instrucción Luis Osvaldo Rodríguez expresa:

"...resulta indudable que el homicidio de Acro se produjo cuando se encontraba en una situación de total indefensión, aún para oponer algún tipo de resistencia activa, tal como darse a la fuga, o que generara algún riesgo para los agresores. Corresponde señalar que de las pruebas reunidas se advierte que NO nos encontramos frente a un caso de agresión espontánea, sino a un ataque premeditado y perfectamente estudiado. Es decir, no sólo habría existido un acuerdo en matar, sino en hacerlo del modo en que efectivamente se perpetró el crimen..."
 
"...Y no cabe duda que los autores materiales actuaron respaldados por otros que completarían el número de intervinientes, extremo que certifica una mayor indefensión en las víctimas. El hecho fue perfectamente planificado antes, ejecutado del modo elegido, y los respopnsables hicieron todo lo posible por resultar impunes. Pero la verdad los arrolló..."
"...Y aun así, sobrellevando incluso el análisis de hipótesis fantasiosas que “plantaron” algunos de los interesados, felizmente la verdad emergió para traernos a este estadio que quizás nunca imaginaron por la impunidad con que actuaban. Como suele decirse, “la mentira tiene patas cortas”, y en en este caso, ni siquiera van a alcanzarle para desandar el camino transitado que, esperemos, otorgue paz definitiva al alma de Gonzalo Acro."
[cita requerida]

La familia Acro y la sociedad argentina toda, estuvo a la espera de un fallo ejemplar del TOC N°15, acompañado de un competente accionar por parte del fiscal de Juicio Gustavo Gerlero; para que el asesinato de Gonzalo fuera decidido en justicia y la impunidad de todos los imputados finalice.
El 8 de septiembre de 2011 la Justicia confirmó la teoría que se sembró desde un principio: que el crimen se relacionaba con la interna de la hinchada de River y entendió que sus asesinos habían planeado el crimen. Por eso, el Tribunal Oral en lo Criminal 15 aplicó condenas inéditas para barrabravas en la historia argentina.
Los hermanos Alan y William Schlenker, exlíderes de la barra brava de River Plate, fueron condenados a prisión perpetua como "instigadores" del "homicidio calificado" de Gonzalo Acro, sentencia que quedó firme y efectiva en mayo de 2016. Asimismo, fueron condenados a la misma pena "Cucaracha" Girón, Ariel "Colo" Luna y Rubén "Oveja" Pintos, quienes seguirán detenidos tal cual llegaron al juicio, en tanto que Martín "Pluto" Lococo fue condenado a diez años de prisión por ser considerado “partícipe necesario” del homicidio. Hasta que la pena de Lococo y los hermanos Schlenker estuviera firme, la Justicia les prohibió la salida del país y los obligó a entregar sus pasaportes, establecer un domicilio fijo y tener que presentarse a principios de cada mes ante la sede del Tribunal Oral Criminal 15, el cual realizó el debate. 
Pintos, Girón y Luna fueron condenados por ser considerados coautores de "homicidio calificado por el concurso premeditado de dos o más personas, en concurso real, con tentativa de homicidio calificado por el concurso premeditado de dos o más personas". A Luna también lo condenaron por portación de arma de fuego de uso civil sin la debida autorización legal y a Girón, por resistencia a la autoridad. 
A poco de comenzar, en este juicio fue excluido Sergio "Pelado" Piñeiro, otro de los acusados, a raíz de que padece problemas psiquiátricos, por lo que a futuro[¿cuándo?] se decidirá su situación judicial.
Además, Alan Schlenker afronta otra causa por homicidio en San Isidro, donde se le imputa el haber matado a un traficante que le habría vendido drogas a su hermano William. Por esa causa, Alan había sido detenido en pleno juicio del asesinato de Acro, pero luego pudo obtener la excarcelación al pagar una fianza.

## Homenajes
Desde su asesinato, algunos hinchas de River Plate comenzaron a homenajear la vida de Gonzalo, siendo el homenaje más masivo y popular el que se produjo el 4 de noviembre de 2007 en el estadio de River Plate, en el clásico disputado entre River e Independiente. A pesar del tiempo transcurrido tras su fallecimiento, aún se pueden observar infinitas palabras de repudio y de afectuoso recuerdo en Internet de parte de hinchas de todos los clubes y de otros países.